# Biegi narciarskie na Zimowej Uniwersjadzie 2015 – sztafeta kobiet
Narciarska sztafeta kobiet na Zimowej Uniwersjadzie odbyła się 30 stycznia na trasach biegowych Sporting Centre FIS w słowackim Szczyrbskim Jeziorze.
Mistrzyniami w sztafecie zostały zawodniczki Rosji. Wicemistrzyniami zostały reprezentantki Kazachstanu, a brązowe medale zdobyły reprezentantki Francji.

## Terminarz
| Data        | Konkurencja | Godzina rozpoczęcia |
| Data        | Konkurencja | Czas CET            |
| ----------- | ----------- | ------------------- |
| 30 stycznia | Finał       | 10:00               |

## Wyniki
| Miejsce | Zawodniczka                                             | Reprezentacja     | Czas      | Strata   |
| ------- | ------------------------------------------------------- | ----------------- | --------- | -------- |
| złoto   | Oksana Usatowa Wiktoria Karkina Swietłana Nikołajewa    | Rosja             | 47:47,1   | –        |
| srebro  | Anna Stojan Wiktorija Łanczakowa Anastasija Słonowa     | Kazachstan        | 48:30,7   | +43,6    |
| brąz    | Iris Pessey Julia Devaux Marion Buillet                 | Francja           | 49:18,2   | +1:31,1  |
| 4.      | Marcela Marcisz Martyna Galewicz Justyna Mordarska      | Polska            | 49:32,4   | +1:45,3  |
| 5.      | Karolína Grohová Kateřina Beroušková Sandra Schützová   | Czechy            | 49:46,8   | +1:59,7  |
| 6.      | Kateryna Serdiuk Maryna Ancybor Viktoriia Olekh         | Ukraina           | 50:10.8   | +2:23,7  |
| 7.      | Elsa Airaksinen Kati Roivas Maaret Pajunoja             | Finlandia         | 51:14.3   | +3:27,2  |
| 8.      | Kozue Takizawa Yukari Tanaka Maki Ohdaira               | Japonia           | 52:05.6   | +4:18,5  |
| 9.      | Barbora Klementová Eva Segečová Katarína Krišicová      | Słowacja          | 54:12,0   | +6:24,9  |
| 10.     | Hao Ri Zhang Xue Chen Xu                                | Chiny             | 56:36,0   | +8:48,9  |
| 11.     | Choe Shin-ae Yoo Dan-bi Nam Seul-gi                     | Korea Południowa  | 1:00:02,8 | +12:15,7 |
| 12.     | Yara Thomas Catherine Schmidt Britta Schroeter          | Stany Zjednoczone | 1:00:51,7 | +13:04,6 |
| DNF.    | Kristin Faye Eriksen Elise Langkaas Rikke Hald Andersen | Norwegia          |           |          |